# Puig de la Malaterra
El Puig de la Malaterra és una muntanya de 353 metres que es troba al municipi de Roses, a la comarca catalana de l'Alt Empordà.